# New Ellenton
New Ellenton is een plaats (town) in de Amerikaanse staat South Carolina, en valt bestuurlijk gezien onder Aiken County.

## Demografie
Bij de volkstelling in 2000 werd het aantal inwoners vastgesteld op 2250.
In 2006 is het aantal inwoners door het United States Census Bureau geschat op 2252, een stijging van 2 (0,1%).

## Geografie
Volgens het United States Census Bureau beslaat de plaats een oppervlakte van
13,0 km², geheel bestaande uit land. New Ellenton ligt op ongeveer 144 m boven zeeniveau.

## Plaatsen in de nabije omgeving
De onderstaande figuur toont nabijgelegen plaatsen in een straal van 20 km rond New Ellenton.